# Lijst van rijksmonumenten in Vlieland
De gemeente Vlieland telt 40 inschrijvingen in het rijksmonumentenregister, allen in de plaats Oost-Vlieland.  Hieronder een overzicht.
| Object | Oorspronkelijke functie?  | Bouwjaar                                                                      | Architect         | Locatie              | Coördinaten?                 | Nr.?   | Afbeelding        |
| --- | ------------------------- | ----------------------------------------------------------------------------- | ----------------- | -------------------- | ---------------------------- | ------ | ----------------- |
| Woonhuis onder zadeldak met gepleisterde afgeknotte ingezwenkte topgevel                                       | Woonhuis                  | 17e eeuw                                                                      |                   | Dorpsstraat 29       | 53° 17' 46" NB, 5° 4' 17" OL | 37538  | Meer afbeeldingen |
| Woonhuis onder zadeldak met lage gepleisterde topgevel                                                         | Woonhuis                  |                                                                               |                   | Dorpsstraat 35       | 53° 17' 45" NB, 5° 4' 16" OL | 37539  | Meer afbeeldingen |
| Woonhuis onder zadeldak met gepleisterde lage topgevel                                                         | Woonhuis                  |                                                                               |                   | Dorpsstraat 43       | 53° 17' 45" NB, 5° 4' 14" OL | 37540  | Meer afbeeldingen |
| Tweelaags onderkelderd pand met ingezwenkte, afgeknotte en gepleisterde gevel onder hoge kap                   | Woonhuis                  | verm. 17e eeuw (pand) midden 19e eeuw (gevel)                                 |                   | Dorpsstraat 81       | 53° 17' 44" NB, 5° 4' 6" OL  | 37542  | Meer afbeeldingen |
| "De Korenbloem": pandje onder zadeldak tegen gepleisterde topgevel                                             | Werk-woonhuis             |                                                                               |                   | Dorpsstraat 97       | 53° 17' 43" NB, 5° 4' 3" OL  | 37543  | Meer afbeeldingen |
| Museum Tromp's Huys                                                                                            | Woonhuis                  | kort na 1575 17e eeuw (uitbreidingen) 18e en 19e eeuw (wijzigingen) 1958-1959 | A. Baart          | Dorpsstraat 99       | 53° 17' 43" NB, 5° 4' 3" OL  | 37544  | Meer afbeeldingen |
| Pand onder zadeldak tegen gepleisterde topgevel                                                                | Woonhuis                  | 17e eeuw                                                                      |                   | Dorpsstraat 109      | 53° 17' 43" NB, 5° 4' 0" OL  | 37545  | Meer afbeeldingen |
| Pand onder zadeldak tegen gepleisterde topgevel                                                                | Woonhuis                  |                                                                               |                   | Dorpsstraat 111      | 53° 17' 43" NB, 5° 3' 60" OL | 37546  | Meer afbeeldingen |
| Pandje onder zadeldak tegen topje met houten voorschot met topmakelaar                                         | Woonhuis                  | mog. 17e eeuw (kern)                                                          |                   | Dorpsstraat 133      | 53° 17' 42" NB, 5° 3' 55" OL | 37547  | Meer afbeeldingen |
| Pand onder zadeldak tegen afgeknotte gepleisterde topgevel                                                     | Woonhuis                  | 166?                                                                          |                   | Dorpsstraat 137      | 53° 17' 41" NB, 5° 3' 54" OL | 37548  | Meer afbeeldingen |
| Pand onder zadeldak tegen afgeknotte gepleisterde topgevel                                                     | Woonhuis                  | 1661                                                                          |                   | Dorpsstraat 139      | 53° 17' 41" NB, 5° 3' 53" OL | 37549  | Meer afbeeldingen |
| Lage woning onder tentdak met nr. 143                                                                          | Woonhuis                  | rond 1900                                                                     |                   | Dorpsstraat 143      | 53° 17' 41" NB, 5° 3' 52" OL | 37550  | Meer afbeeldingen |
| Lage woning onder tentdak met nr. 145                                                                          | Woonhuis                  | rond 1900                                                                     |                   | Dorpsstraat 145      | 53° 17' 41" NB, 5° 3' 52" OL | 37551  | Meer afbeeldingen |
| Pand met verdieping onder zadeldak tegen afgeknotte gepleisterde topgevel                                      | Woonhuis                  | 17e eeuw                                                                      |                   | Dorpsstraat 147      | 53° 17' 41" NB, 5° 3' 52" OL | 37552  | Meer afbeeldingen |
| Twee eenvoudige woningen onder een tentdak                                                                     | Werk-woonhuis             | mog. 18e eeuw (kern)                                                          |                   | Dorpsstraat 4-6      | 53° 17' 47" NB, 5° 4' 23" OL | 37553  | Meer afbeeldingen |
| Eenvoudige gepleisterde woning onder tentdak. (bedoeld is wellicht het oostelijke deel van het huidige nr. 10) | Woonhuis                  |                                                                               |                   | Dorpsstraat 8        | 53° 17' 47" NB, 5° 4' 22" OL | 37554  | Meer afbeeldingen |
| Eenvoudige gepleisterde woning onder tentdak met nr. 10                                                        | Woonhuis                  |                                                                               |                   | Dorpsstraat 10       | 53° 17' 47" NB, 5° 4' 22" OL | 37555  | Meer afbeeldingen |
| Woning met puntvormige gepleisterde voorgevel en achterbouw onder zadeldak                                     | Woonhuis                  |                                                                               |                   | Dorpsstraat 40       | 53° 17' 46" NB, 5° 4' 16" OL | 37556  | Meer afbeeldingen |
| Eenvoudige woning met gepleisterde gevel onder aan de oostzijde afgeschuind dwarsdak                           | Woonhuis                  |                                                                               |                   | Dorpsstraat 44       | 53° 17' 46" NB, 5° 4' 16" OL | 37557  | Meer afbeeldingen |
| Eenvoudige woning onder dwarsdak tegen gepleisterde topgevel aan westzijde                                     | Werk-woonhuis             |                                                                               |                   | Dorpsstraat 46       | 53° 17' 46" NB, 5° 4' 15" OL | 37558  | Meer afbeeldingen |
| Woning onder zadeldak tussen twee met hout beklede topgevels                                                   | Werk-woonhuis             | mog. 17e eeuw (kern)                                                          |                   | Dorpsstraat 48       | 53° 17' 47" NB, 5° 4' 15" OL | 37559  | Meer afbeeldingen |
| Pand met afgeknotte gevel van grijs geverfde steen                                                             | Woonhuis                  |                                                                               |                   | Dorpsstraat 50       | 53° 17' 46" NB, 5° 4' 14" OL | 37560  | Meer afbeeldingen |
| Woonhuis onder zadeldak tegen houten voorschot met topmakelaar                                                 | Woonhuis                  | mog. 17e eeuw (kern)                                                          |                   | Dorpsstraat 60       | 53° 17' 46" NB, 5° 4' 13" OL | 37561  | Meer afbeeldingen |
| Woning met eenvoudige gepleisterde topgevel                                                                    | Woonhuis                  |                                                                               |                   | Dorpsstraat 68       | 53° 17' 46" NB, 5° 4' 11" OL | 37562  | Meer afbeeldingen |
| Huis met verdieping onder zadeldak                                                                             | Woonhuis                  | 1662                                                                          |                   | Dorpsstraat 90       | 53° 17' 45" NB, 5° 4' 7" OL  | 37563  | Meer afbeeldingen |
| Pand onder zadeldak tegen trapgevel op puibalk                                                                 | Woonhuis                  | 17e eeuw                                                                      |                   | Dorpsstraat 92       | 53° 17' 45" NB, 5° 4' 7" OL  | 37564  | Meer afbeeldingen |
| Breed pand met verdieping onder zadeldak tegen afgeknotte gepleisterde puntgevel                               | Werk-woonhuis             |                                                                               |                   | Dorpsstraat 108      | 53° 17' 44" NB, 5° 4' 4" OL  | 37565  | Meer afbeeldingen |
| Pand met verdieping onder zadeldak tegen gepleisterde afgeknotte topgevel                                      | Woonhuis                  |                                                                               |                   | Dorpsstraat 116      | 53° 17' 44" NB, 5° 4' 2" OL  | 37566  | Meer afbeeldingen |
| Pand met verdieping tussen topgevels                                                                           | Woonhuis                  |                                                                               |                   | Dorpsstraat 136      | 53° 17' 43" NB, 5° 3' 58" OL | 37568  | Meer afbeeldingen |
| Pand onder (vernieuwd) verlaagd zadeldak met achterbouw tussen topgevels                                       | Woonhuis                  | 1678                                                                          |                   | Dorpsstraat 146      | 53° 17' 43" NB, 5° 3' 56" OL | 37569  | Meer afbeeldingen |
| Voormalig raadhuis                                                                                             | Bestuursgebouw en onderdl | oorspr. in 1598 1855 (herbouw)                                                | A.B. Metz (herb.) | Dorpsstraat 148      | 53° 17' 43" NB, 5° 3' 56" OL | 37570  | Meer afbeeldingen |
| Virgo | Woonhuis                  | 1878                                                                          |                   | Dorpsstraat 162      | 53° 17' 42" NB, 5° 3' 52" OL | 37571  | Meer afbeeldingen |
| Pand onder dwars zadeldak tussen puntgevels                                                                    | Woonhuis                  | mog. 18e eeuw (kern)                                                          |                   | Dorpsstraat 176      | 53° 17' 42" NB, 5° 3' 49" OL | 37572  | Meer afbeeldingen |
| Pandje onder zadeldak tegen puntgevel met houten voorschot en achterbouw tegen puntgevel                       | Woonhuis                  | mog. 17e eeuw (kern)                                                          |                   | Dorpsstraat 188      | 53° 17' 41" NB, 5° 3' 46" OL | 37574  | Meer afbeeldingen |
| Voormalig diaconiehuis                                                                                         | Sociale zorg, liefdadigh. | 1641 1678 (uitbreiding) 1949 (restauratie)                                    |                   | Kerkplein 6          | 53° 17' 45" NB, 5° 3' 52" OL | 37575  | Meer afbeeldingen |
| Nicolaaskerk                                                                                                   | Kerk en kerkonderdeel     | 1605 uitgebreid in 1647 en 1840-1844 gerestaureerd in 1950-1951 en 1973-1974  |                   | Kerkplein 7          | 53° 17' 45" NB, 5° 3' 54" OL | 37576  | Meer afbeeldingen |
| Nicolaaskerk, 12 grafzerken en fragmenten daarvan                                                              | Begraafplaats en -onderdl |                                                                               |                   | bij Kerkplein 7      | 53° 17' 46" NB, 5° 3' 56" OL | 37577  | Meer afbeeldingen |
| Vuurduin | Kust- en oevermarkering   | 1878 (oorspr.) 1909 (plaatsing) 1950 (aanbouw en uitzichtpost)                | Q. Harder         | t.o. Vuurboetsduin 3 | 53° 17' 45" NB, 5° 3' 29" OL | 37578  | Meer afbeeldingen |
| Reddingsboothuis                                                                                               | Transport                 | 1894                                                                          | A. Kooreman       | Duinkersoord 33      | 53° 18' 11" NB, 5° 3' 12" OL | 512830 | Meer afbeeldingen |
| Sperwer | Sport en recreatie        | 1938-1939                                                                     | onbekend          | Duinkersoord 90      | 53° 18' 9" NB, 5° 3' 35" OL  | 512831 | Meer afbeeldingen |

Achtkarspelen ·
Ameland ·
Dantumadeel ·
De Friese Meren ·
Harlingen ·
Heerenveen ·
Leeuwarden ·
Noardeast-Fryslân ·
Ooststellingwerf ·
Opsterland ·
Schiermonnikoog ·
Smallingerland ·
Súdwest-Fryslân ·
Terschelling ·
Tietjerksteradeel ·
Vlieland ·
Waadhoeke ·
Weststellingwerf